# Muhittin Tekin
Muhittin Tekin (* 6. Februar 1985 in Tavas, Denizli) ist ein türkischer Fußballspieler.
Muhittin begann seine Karriere 1999 in der Jugend von Denizlispor. Im Jahr 2003 wechselte er zu Denizli Belediyespor, dem zweiten professionellen Fußballverein aus der Stadt Denizli, in die TFF 3. Lig. In der Saison 2006/07 kehrte er zu seinem Jugendverein Denizlispor in die Turkcell Süper Lig zurück und schoss gegen Konyaspor am 3. Februar 2007 in der 79. Minute seinen ersten Treffer in einer Profiliga. In der Saison 2008/09 absolvierte er 36 Einsätze für Denizli Belediyespor und schoss dabei drei Treffer. In der Saison 2009/10 wurde er zu Nazilli Belediyespor ausgeliehen und spielte bis zur Winterpause in der TFF 3. Lig. Danach wurde Muhittin an Bursa Nilüferspor ausgeliehen und war dort erneut in der TFF 3. tätig. In der Saison 2010/11 wechselte er zur zweiten Mannschaft von Denizlispor. Inzwischen spielt er wieder für die erste Mannschaft von Denizlispor in der zweiten türkischen Liga.